# José de Amézola y Aspizúa
José de Amézola (Urkabustaiz, 9 de janeiro de 1874 — Cercedilla, 1922) foi um atleta espanhol que competiu em provas de pelota basca pela nação.
Amézola é o detentor de uma medalha olímpica, conquistada na edição francesa, os Jogos de Paris, em 1900. Nesta ocasião, superou a única dupla rival, francesa, para encerrar, ao lado do companheiro Francisco Villota, como campeão da primeira e última edição do esporte nos Jogos Olímpicos.